# Zorbimba
Zorbimba est une commune rurale située dans le département de Zoungou de la province du Ganzourgou dans la région Plateau-Central au Burkina Faso.

## Géographie
Zorbimba est situé à environ 10 km à l'est de Zoungou, le chef-lieu du département, et à 1,5 km au nord de Paspanga.

## Santé et éducation
Le centre de soins le plus proche de Zorbimba est le centre de santé et de promotion sociale (CSPS) de Paspanga, tandis que le centre médical avec antenne chirurgicale (CMA) se trouve dans le département voisin à Koupéla.